# Duba (Arabia Saudyjska)
Duba (arab. ضبا) – miasto w północno-zachodniej Arabii Saudyjskiej, w prowincji Tabuk, położone nad Morzem Czerwonym. Posiada m.in. nowoczesny port. Według spisu ludności z 2010 roku liczyło 25 568 mieszkańców.